# El cumpleaños de la infanta
«El cumpleaños de la infanta» es un cuento del escritor irlandés Oscar Wilde. Apareció por primera vez en la publicación Paris Illustré en 1889 y en 1892 fue incluido en Una casa de granadas, una recopilación de cuatro cuentos.

## Historia
El cuento narra la celebración del duodécimo cumpleaños de la infanta. Para dicha ocasión actuó ante ella un enano deforme muy feo, el cual hizo que la infanta se riera y disfrutara muchísimo. Tanto disfrutó que quiso que actuara solo para ella más tarde. El enano, que no era consciente de su aspecto físico, al saber la noticia se puso muy contento, pensando que le gustaba a la infanta y llegando a  hacer planes para llevársela al bosque con él para actuar siempre para ella. El enano, al pasear por palacio en busca de la infanta, encontró una sala en la que había un espejo y en él, un horrible monstruo, que no era más que su mismo reflejo. Cuando el enano se dio cuenta de que era él aquella bestia fea y deforme, y de que el placer de la princesa no era debido a su danza sino a su fealdad, cayó desplomado. Cuando la princesa lo encontró, le ordenó que bailara para ella de nuevo, pero el enano yacía muerto. La princesa preguntó por qué el enano no se movía. El chambelán le contestó que porqué se le había roto el corazón. La princesa muy triste, dijo que a partir de entonces no entraría nadie al palacio con corazón.

## Crítica e interpretaciones
La historia se ha interpretado como un ataque al artificio, representado por el palacio y sus jardines y las ceremonias y representaciones que tienen lugar allí. El enano aparece como un elemento de realidad y espontaneidad, incapaz de sobrevivir en un ambiente de culto al arte. La infanta es el epítome de la belleza física, pero moralmente repugnante, al contrario que el enano. Como en otros cuentos de Oscar Wilde, se le ha reprochado al relato la ausencia de esperanza y de redención del héroe de la historia. 